# (29894) 1999 GD39
A (29894) 1999 GD39 a Naprendszer kisbolygóövében található aszteroida. A LINEAR projekt keretében fedezték fel 1999. április 12-én.